# Островско језеро
Островско језеро (грчки: Λίμνη Βεγορίτιδα или  или Ostróvou — Лимни Вегоритида или Острову]) је језеро у Егејској Македонији, Северна Грчка, једно од језера из групе Егејских језера.
Језеро се налази на подручју општина Суровичево (Аминдео) и Воден (Едеса). У североисточном делу котлине Сариђол, између планина Ниџе на северу и Каракамен на југу на надморској висини од 543 метра. Језеро је једно од најдубљих у Грчкој. Површина му се веома смањује због постројења две Хидроелектране, код Суровичева и Техова и данас југозападни део је напола пресушио. Језеро се снабдева водом из правца запада Петерског језера, као и од река: Биралске, Ословске и Делове (Аспропотамос), као и других мањих потока.
Островско и Петерско језеро образују екосистем, који обухвата 130 разних врста птица, од којих су многе угрожене врсте, затим, велики број других врста као што је видра и ендемске врсте риба као Coregonus Lavaretus.
На обалама Островског језера лежи град Острово (Арниса) и село Чеган са северне стране, село Пателе (Агиос Пантелејмонас) са западне и села Колачка (Мањаки), Уклемеш (Фаранги) и Кочана (Переа) са источне стране.